# École d'infanterie de l'United States Marine Corps
L'École d'infanterie (School of Infantery ou SOI ) est la deuxième étape de la formation militaire initiale des Marines américains enrôlés après la formation des recrues. Étant donné que le cursus de formation initiale est divisé entre les côtes, les Marines des régions à l'est du Mississippi sont généralement diplômés de MCRD Parris Island et rejoignent la SOI East (situé à Camp Geiger, une installation satellite du Camp Lejeune en Caroline du Nord), tandis que ceux de la moitié ouest du pays passent au MCRD de San Diego et rejoignent la SOI West dans la zone du Camp San Onofre du Camp Pendleton en Californie. Les femmes marines sont une exception, et passent toutes par le MCRD Parris Island et la SOI East. En mars 2018, des femmes non-fantassins ont été intégrées au Marine Combat Training Battalion (MCT Bn) au Camp Pendleton, en Californie. 
La mission de formation de la School of Infantry garantit que "chaque Marine est avant tout un fantassin". À la SOI, les Marines avec la Spécialité Professionnelle Militaire de l'infanterie (domaine professionnel 0300) sont formés au Bataillon d'instruction d'infanterie (ITB), tandis que tous les Marines non-infanterie sont formés aux techniques de base d'infanterie et de combat au Marine Combat Training Battalion (MCT Bn). La SOI marque une transition dans la formation professionnelle des recrues entre l'étape de formation initiale et celle de Marines prêts au combat. 

## Histoire
Avant 1953, il n'y avait aucune formation d'infanterie formelle dans le Corps des Marines, et tous les Marines recevaient une formation au combat lors de la formation des recrues. Le Marine Corps a établi des régiments d'infanterie au Camp Lejeune et au Camp Pendleton cette même année. Entre 1954 et 1966, tous les Marines ont passé 13 semaines de Boot Camp (formation de base) et 8 semaines de formation d'infanterie (ITR) quelle que soit leur spécialité professionnelle militaire principale (MOS), partant de la philosophie selon laquelle tous les Marines sont d'abord des fantassins. En raison de la demande de ressources pour le Vietnam, en 1967, la formation Boot Camp a été réduite de 13 semaines à 8 semaines, et le RTI a été réduit de 8 semaines à 4 semaines. Cependant, à la fin de 1968, ceux-ci ont repris leur durée de 13 semaines et de 8 semaines, car la demande de ressource avait été satisfaite par les efforts de recrutement. 
En 1971, la formation aux techniques d'infanterie pour les Marines non-fantassins a été intégrée à la formation des recrues et ne durait que 60 heures de formation. À la fin des années 1970 et tout au long des années 1980, les Marines affectés à un MOS infanterie sont allés à l'infanterie Training School, communément appelé «ITS». Cela a duré jusqu'à ce que le Corps des Marines établisse une formation au combat en mer en tant que cours de 28 jours en 1989 pour enseigner les compétences de fusiller à tous les Marines masculins. En 1996, la 2nd Marine Division a démantelé les écoles de la division, transférant le rôle de la formation avancée d'infanterie à la nouvelle compagnie Advanced Infantry Training Company à la School of Infantry (SOI). Avant 1997, seuls les hommes de la marine étaient formés dans les écoles SOI, les femmes allant directement dans leurs écoles MOS. 

## Entraînement

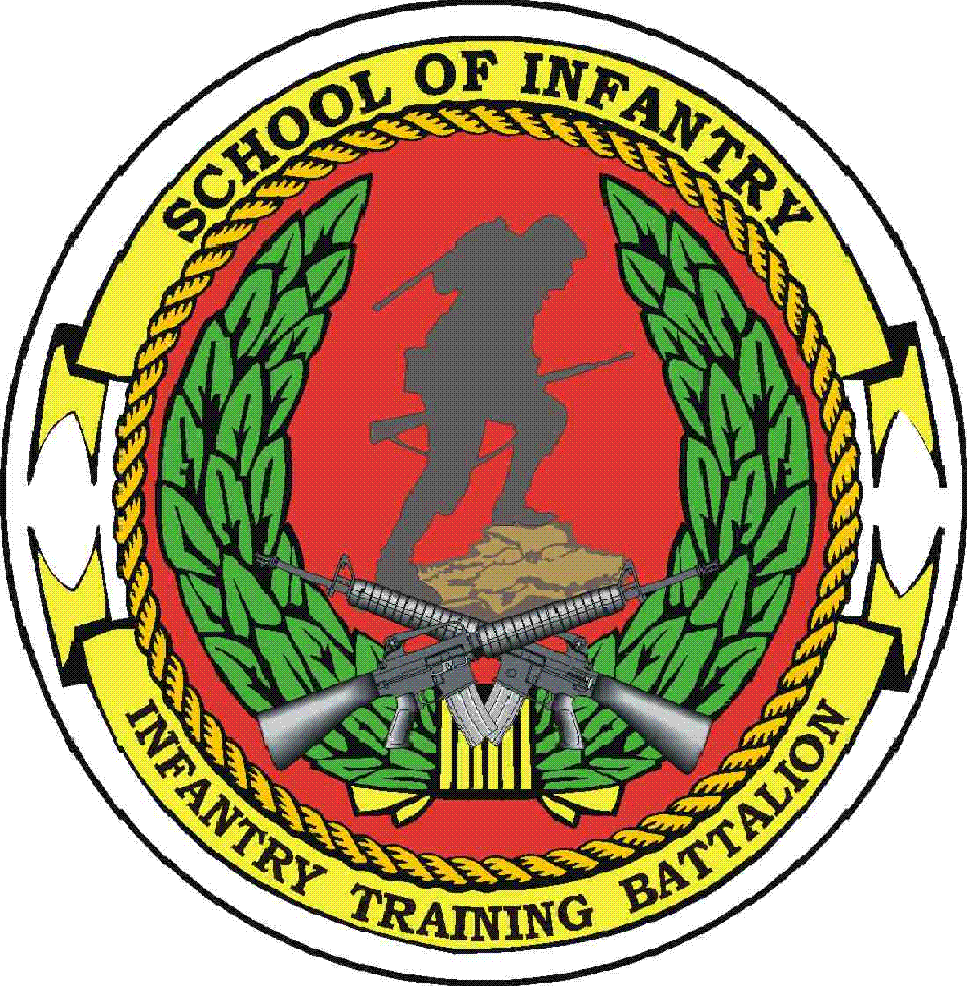
Logo ITB

La formation est accomplie grâce à une combinaison d'enseignement en salle de cours, d'application pratique et d'expérience en tir réel. Les instructeurs de combat maritime de SOI assurent la continuité et la cohérence dans le continuum de la formation et du mentorat des Marines débutants. Également formés au SOI, ces instructeurs ont commencé à obtenir le MOS 0913 (anciennement MOS 8513) en 2003. 

### Bataillon d'entraînement d'infanterie
La mission du bataillon de formation d'infanterie est de former et de qualifier les Marines dans les spécialités professionnelles militaires d'infanterie de base afin de fournir aux Forces opérationnelles et à la Réserve des Forces des Marines des Marines capables de mener des opérations de combat expéditionnaire. 
Le bataillon de formation d'infanterie est un cours de formation d'une durée de 59 jours (avant septembre 2008, il était de 52 jours) qui forme de nouveaux Marines en fantassins "qui peuvent combattre, survivre et gagner dans une situation de combat". Les deux premières semaines sont un ensemble de compétences communes que tous les MOS d'infanterie partagent, où les Marines reçoivent des instructions sur le tir de combat, l'utilisation de grenades, l'identification et la lutte contre les engins explosifs improvisés, les opérations de convoi, les opérations militaires en terrain urbain (MOUT), les formations tactiques, la navigation terrestre et l'organisation de patrouilles. Ensuite, les Marines reçoivent des instructions spécifiques à leur MOS d'infanterie, concernant les mitrailleuses, les mortiers, la reconnaissance, les LAV-25 ou la guerre antichar. Le cycle de formation comprend la condition physique via l'entraînement physique, les marches de conditionnement et la formation de maintien en puissance dans le programme des arts martiaux du Marine Corps. Les traits de leadership et l'application des valeurs fondamentales dans tous les aspects de la vie des Marines sont également abordés.

### Entrainement au combat des Marines
La formation au combat en mer (MCT) est un cours de 29 jours (avant septembre 2008, il était de 22 jours) dans lequel les Marines non-fantassins débutants apprennent les compétences communes nécessaires au combat. Les Marines apprennent les rudiments de l'adresse au combat, les techniques d'engins explosifs improvisés, comment mener la défense d'une position, les opérations de convoi, les formations de combat, les assauts, les patrouilles, le MOUT, l'utilisation de la radio AN / PRC-119, la communication de renseignements militaires, la navigation terrestre et l'utilisation de grenades à main, du lance-grenades M203, de l'arme automatique M249 Squad et de la mitrailleuse M240. La formation comprend également le conditionnement au combat en exécutant un parcours du combattant, en organisant des marches, un entraînement physique et un programme d'arts martiaux du Marine Corps. À la fin de la formation au combat maritime, le Marine doit avoir acquis les connaissances et la capacité d'évoluer dans un environnement de combat en tant que fusilier de base et d'exécuter ses principales fonctions sous le feu. En mars 2018, le Marine Combat Training Battalion (MCT Bn) de Camp Pendleton, en Californie, a été intégré pour inclure des femmes Marines aux côtés de Marines masculins dans leur formation d'infanterie, une première dans l'histoire du Corps des Marines. Avant cela, toutes les marines féminines ont terminé le MCT au Camp Geiger. 

### Bataillon d'instruction avancée d'infanterie

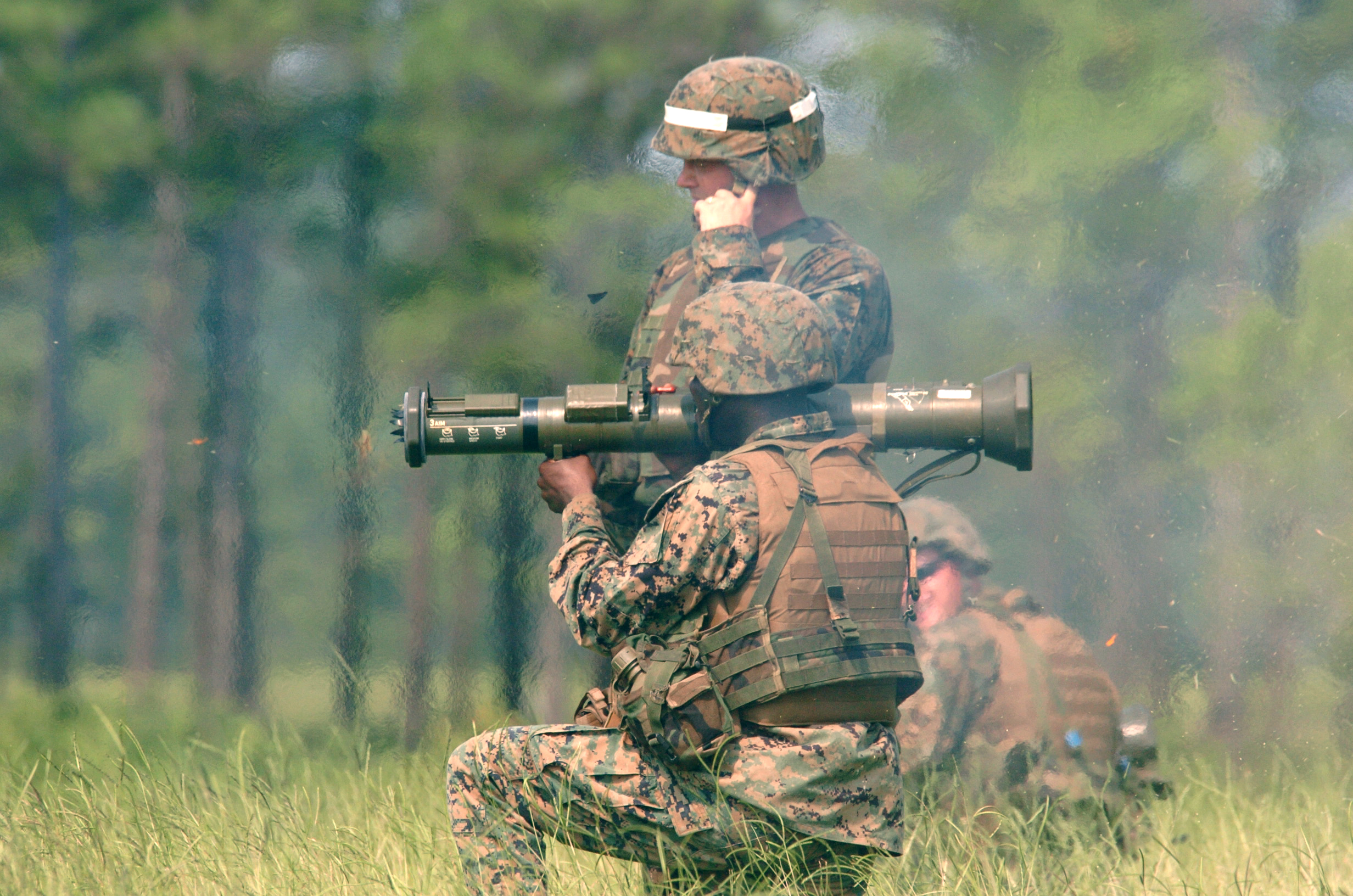
Les Marines dans le Marine Corps Combat Instructor Course tirent à l'AT-4 dans le cadre de leur formation pour devenir les instructeurs de Marine Combat Training and Infantry Training Battalion.

Le Advanced Infantry Training Battalion (AITB), propose non seulement une formation supplémentaire pour les Marines d'infanterie qui ont un MOS autre que 0311, mais aussi des compétences avancées, la validation du MOS, le leadership et les qualifications des Marines d'infanterie qui progressent dans leur carrière. 
Les stations des côtes est et ouest ont des unités subordonnées légèrement différentes. 
- La Compagnie de formation des véhicules blindés légers forme des membres d'équipage de véhicules blindés d'infanterie de niveau MOS qualifiés et forme des officiers d'infanterie et des SNCO à l'emploi tactique du véhicule blindé léger, et décerne les MOS 0313 et 0303.
- La Reconnaissance Training Company encadre et forme en toute sécurité les Marines dans les compétences de reconnaissance, en vue de l'affectation à une unité de reconnaissance. Les diplômés du cours de reconnaissance de base reçoivent le MOS 0321.
- Le cours de base Scout Sniper fournit des cours de tir avancé avec le fusil de précision M40A1 et le fusil à lunette d'application spéciale M82A1A, une formation au tir de petit calibre avec le M40 et une qualification avec le pistolet M9. L'enseignement comprend les techniques de traque et de dissimulation, l'estimation de distances, les techniques d'observation, le camouflage, la navigation terrestre, les déplacements, les communications sur le terrain, la sélection et l'occupation des postes, le croquis de terrain, le journal d'observation, les rapports de patrouille et l'utilisation d'appareils d'imagerie thermique et nocturne et les techniques d'anti-détection (ADT). L'instruction tactique comprend la planification détaillée de la mission, la préparation et la conduite, l'emploi de tireurs d'élite, les patrouilles et la collecte et la communication d'informations.
- Le cours de chefs d'escouade d'infanterie est conçu pour fournir aux sous-officiers des Marines (NCO) les compétences et les connaissances nécessaires pour être un chef d'escouade d'infanterie. Un Marine reçoit une formation sur les compétences de base du fantassin, les techniques de combat et la prise de décision, les procédures de commandement des troupes, la navigation terrestre avancée, comment demander un tir d'appui indirect, la formation des petites unités, les communications, les armes, les munitions et la pyrotechnie, la reconnaissance et les tactiques et techniques de patrouille, défensives et offensives.
- Le cours de chefs de mortier d'infanterie forme les Marines à servir de chef de section pour la section de mortier M224 d'un peloton d'armes d'infanterie ou à servir de chef d'escouade, d'observateur  ou de chef de section pour un peloton de mortier M252 dans une compagnie d'armes d'infanterie.
- Le cours de chefs de mitrailleuses d'infanterie fournit aux Marines les connaissances et les compétences requises pour servir de chef d'escouade de mitrailleuses pour une section de mitrailleuses d'un peloton d'armes d'infanterie, ou pour servir de chef d'escouade de mitrailleuses lourdes, ou de chef de section de mitrailleuses lourdes d'une compagnie d'armes d'infanterie.
- Le cours d'infanterie Anti-Tank Leaders est conçu pour fournir aux Marines les connaissances et les compétences nécessaires pour effectuer en tant que chef d'escouade FGM-148 Javelin, chef d'équipe et tireur et en tant que chef d'escouade anti-char missileman ou chef de section dans un peloton anti-char (CAAT) dans une compagnie d'armes d'infanterie.
- Le cours de chefs d'assaut d'infanterie fournit à un Marine les connaissances et les compétences requises pour servir de chef d'escouade d'assaut pour une section d'homme d'assaut d'un peloton d'armes d'infanterie.
- La compagnie de formation des chefs d'unité d'infanterie offre une formation de progression des compétences pour s'assurer que les sous-officiers de commandement sont compétents dans les compétences avancées de l'infanterie, développées dans leur processus de prise de décision, faisant un usage pratique de leur expérience d'infanterie et équipées pour assumer des niveaux de responsabilité accrus pour l'infanterie. Le cours fournit des instructions sur la mitrailleuse, l'artillerie au mortier, les opérations anti-chars, le leadership, le processus de planification du Corps des Marines, le droit de la guerre, la lutte contre le terrorisme et la protection des forces, les communications écrites, les communications verbales, le Code uniforme de justice militaire et l'administration du personnel, le commandement d'une unité, les patrouilles de peloton et l'appui-feu. Ce sont les MOS 0369, 0302 et 0306.
- La Mobile Training Company organise des cours de «formation des formateurs», des cours tactiques de chefs de petites unités et d'autres formations basées sur des normes afin d'améliorer la capacité des commandants d'unités à dispenser une formation qui soutient leur mission.
- Le cours de chef des opérations d'infanterie est conçu pour former des Marines grades supérieurs dans les connaissances et les compétences requises pour exercer les fonctions de chef des opérations d'infanterie dans un bataillon d'infanterie. Les sujets couverts comprennent: la formation et l'éducation à la gestion de la formation des unités, les opérations des éléments de combat au sol, les opérations du centre des opérations de combat, le processus de planification du Corps des Marines, la coordination de l'appui-feu et le système d'ordinateur personnel de commandement et de contrôle (C2PC).
- L'école des instructeurs de combat maritime prépare les instructeurs aux connaissances et aux compétences requises pour former officiellement les marines débutants au SOI. Le Marine reçoit une formation en entraînement pour les armes et l'optique servies par des individus et des équipages, le renforcement de la navigation terrestre de jour et de nuit, les communications, la RCR et les procédures de premiers soins, le tir de combat, le programme Combat Life Saver, le dépistage, la patrouille, les engins explosifs improvisés et les opérations de convoi. Les diplômés de l'école reçoivent le MOS 0913.
- Le cours d'instructeur d'arts martiaux certifie les Marines en tant qu'instructeurs d'arts martiaux (MAI) (secondaire MOS 0916, anciennement 8551) dans le programme d'arts martiaux du Marine Corps en fournissant les connaissances, les compétences et les capacités nécessaires pour mener à bien tous les aspects de la formation. L'étudiant diplômé aura la capacité de certifier les Marines au niveau de la ceinture le même que le sien; superviser la formation au maintien en compétence et à l'intégration; diriger le programme de sports de combat; et mener le programme de préparation au combat. Afin d'obtenir les qualifications d'instructeur pour une ceinture supérieure, les Marines doivent d'abord répondre aux exigences de la ceinture et progresser dans le programme de formation. Pour devenir instructeur d'instructeur d'arts martiaux (MAIT), qui peut également certifier des instructeurs de ceinture verte, brune et noire (1er degré), ils doivent suivre un cours MAIT de sept semaines à la Marine Corps Base Quantico. Une fois la ceinture noire obtenue, les Marines peuvent acquérir jusqu'à six degrés d'entraînement à la ceinture noire, distingués par des rayures Tan (MAI) ou Rouge (MAIT) sur le côté droit de la ceinture.